# Julian Smulikowski

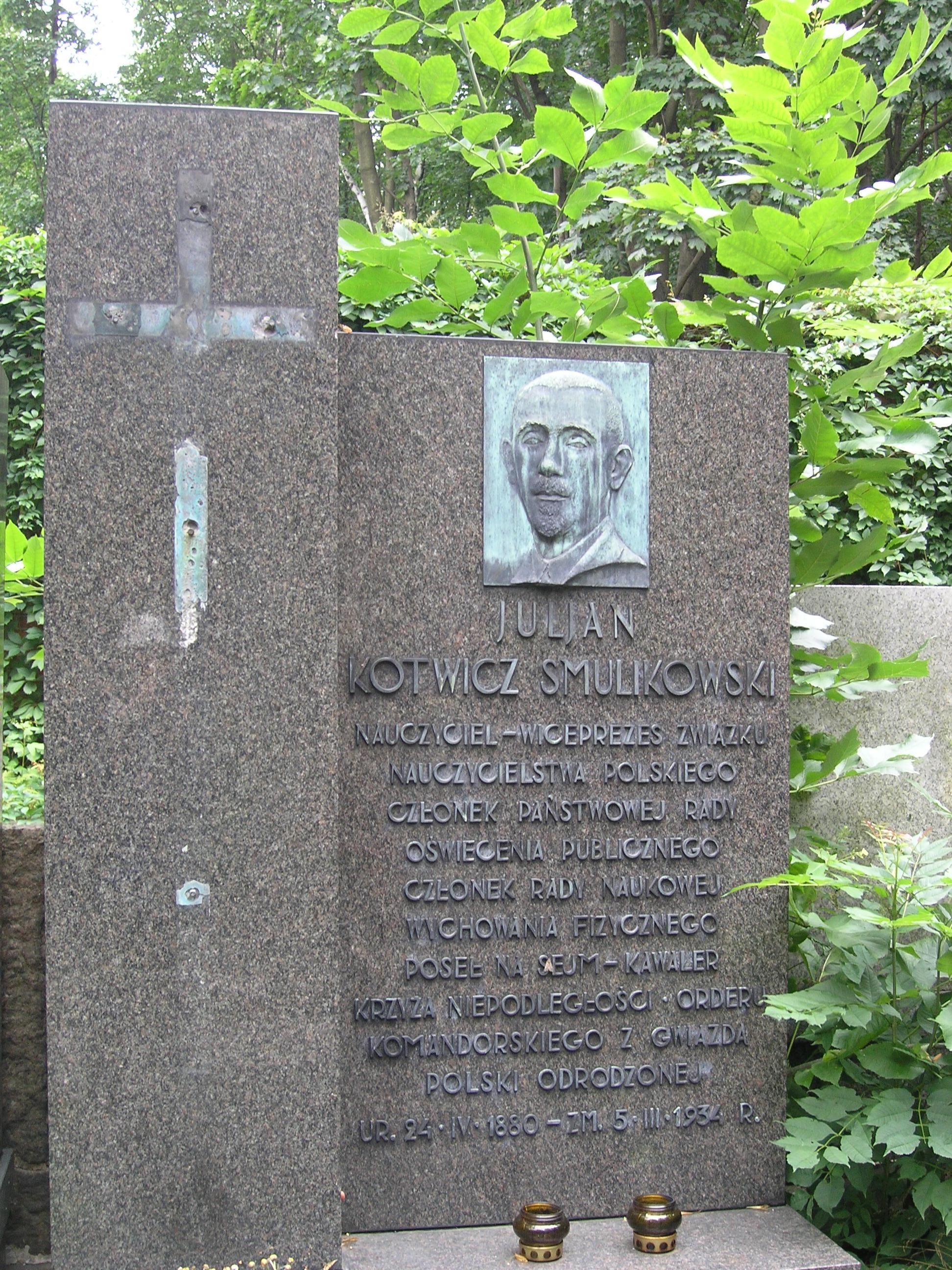
Grób Juliana Smulikowskiego na cmentarzu Powązkowskim w Warszawie

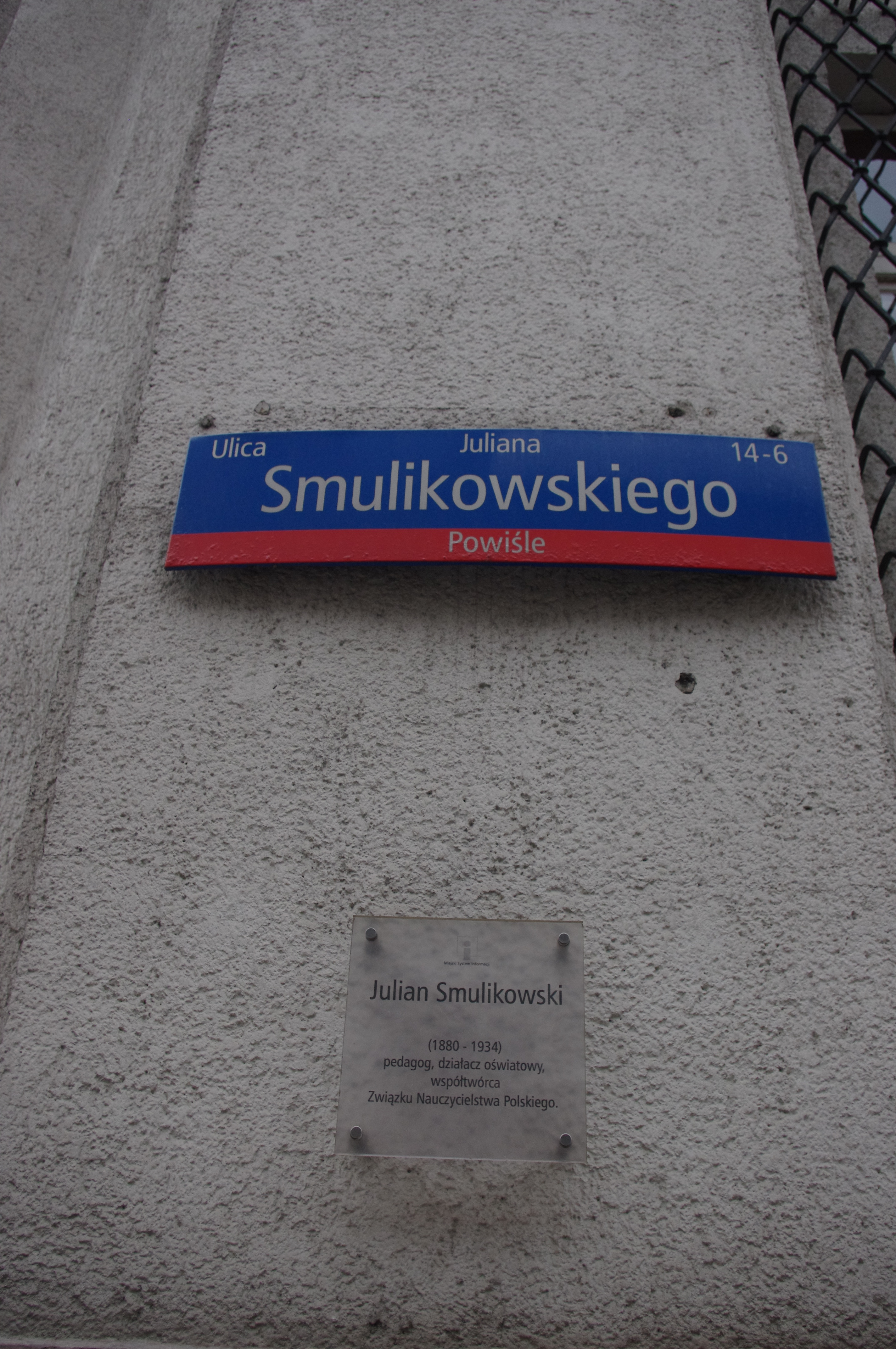
Ulica Juliana Smulikowskiego w Warszawie

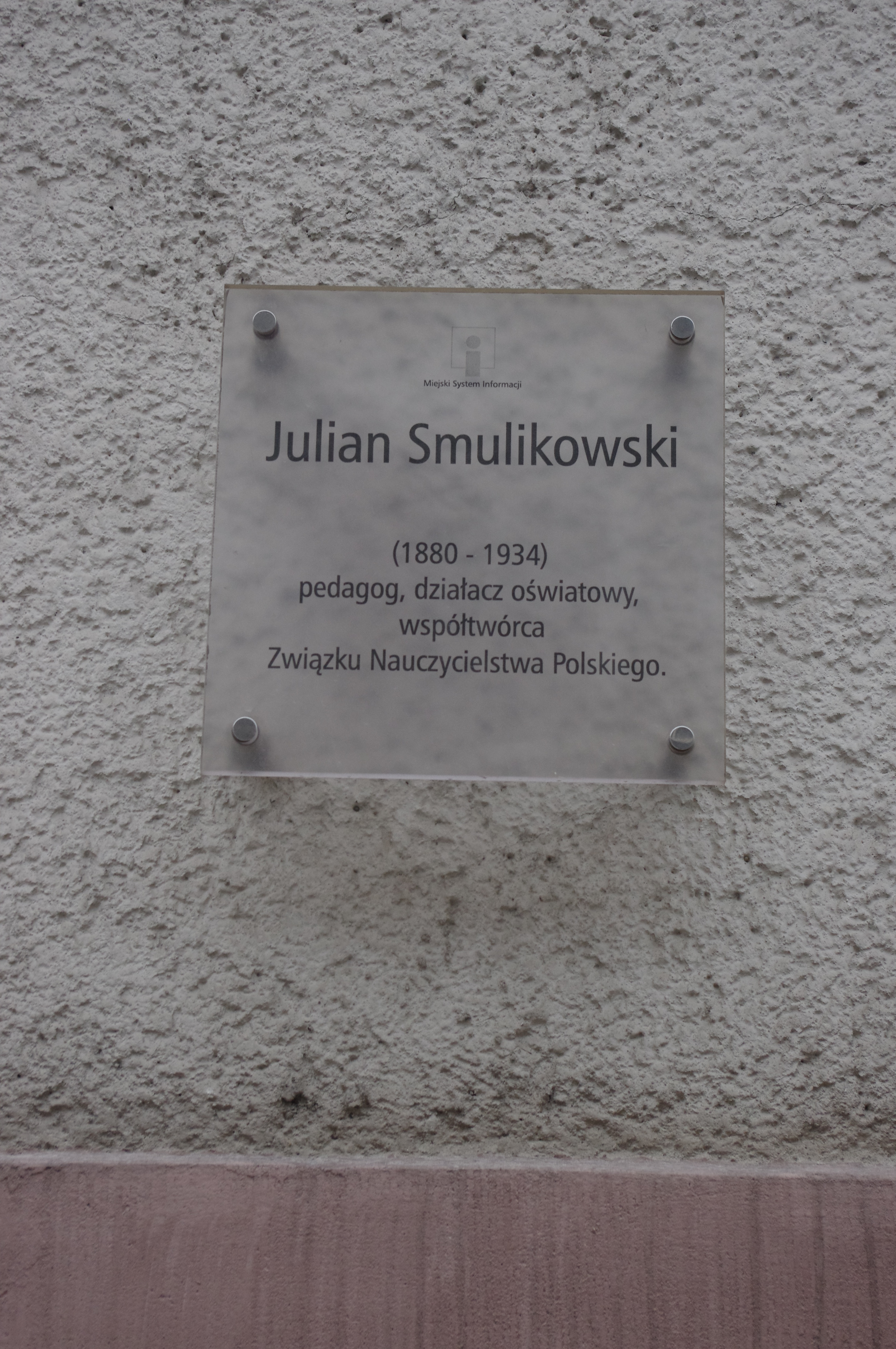
Tablica upamiętniająca Juliana Smulikowskiego na budynku na rogu ulic Tamka i Smulikowskiego w Warszawie

Julian Smulikowski, ps. „Jan Kotwicz” (ur. 24 kwietnia 1880 we Lwowie, zm. 5 marca 1934 w Warszawie) – działacz socjalistyczny i związkowy. Nauczyciel, lider Związku Nauczycielstwa Polskiego.

## Życiorys
Był synem Henryka i Marii ze Szczerbowskich. Ojciec uczestniczył w ruchu galicyjskim w 1848, natomiast w 1863 oboje rodzice wspierali powstanie styczniowe.
Ukończył studia na Uniwersytecie Lwowskim. Był członkiem Polskiej Partii Socjalno-Demokratycznej Galicji i Śląska Cieszyńskiego oraz organizatorem akcji oświatowej wśród robotników m.in. w latach 1904–1905 w ramach Towarzystwa Szkoły Ludowej im. Słowackiego we Lwowie.
Od 1905 był działaczem Krajowego Związku Nauczycielstwa Ludowego w Galicji (przekształconego w 1913 w Związek Polskiego Nauczycielstwa Ludowego). W 1906 wraz z Marianem Kukielem i Kazimierzem Pużakiem utworzył sekcję lwowską PPS Frakcja Rewolucyjna.
W 1919 został wiceprezesem Związku Polskiego Nauczycielstwa Szkół Powszechnych powstałego w wyniku połączenia Zrzeszenia Polskiego Nauczycielstwa Szkół Początkowych ze Związkiem Polskiego Nauczycielstwa Ludowego. Od 1919 był członkiem Polskiej Partii Socjalistycznej i z jej ramienia posłem na Sejm II RP (Ustawodawczy oraz I i II kadencji).
W październiku 1928 wraz Rajmundem Jaworowskim i grupą posłów wystąpił ze Związku Parlamentarnego Polskich Socjalistów i przystąpił do prorządowego Klubu Parlamentarnego PPS dawna Frakcja Rewolucyjna.
Od lipca 1930 pełnił funkcję wiceprezesa zjednoczonego Związku Nauczycielstwa Polskiego.
Był członkiem Państwowej Rady Oświecenia Publicznego i Rady Naukowej Wychowania Fizycznego. W 1930 został posłem z listy BBWR. Zmarł w 1934. Pochowany na cmentarzu Powązkowskim (kwatera 229 przed-3-8).
Jego starszy syn, Adam Smulikowski ps. „Kotwicz”, był dowódcą odcinka „Południe” łączności zagranicznej Komendy Głównej Związku Walki Zbrojnej – Armii Krajowej w okresie 1939–1943, później pracował w bazie "Wera" w Bernie w Szwajcarii. Młodszy syn Bolesław zginął we wrześniu 1939 w obronie Warszawy i pochowany jest na Powązkach Wojskowych.

## Ordery i odznaczenia
- Krzyż Komandorski z Gwiazdą Orderu Odrodzenia Polski (pośmiertnie, 16 marca 1934)[3]
- Krzyż Niepodległości (19 grudnia 1933)[4]

## Upamiętnienie
W 1934 dawną ulicę Herburtowską na Powiślu w Warszawie, nazwano imieniem Juliana Smulikowskiego. W 1952 zmieniono nazwę ulicy na Władysława Spasowskiego. 23 czerwca 1992 dotychczasową ulicę Spasowskiego nazwano ponownie imieniem Smulikowskiego. Przy ulicy tej mieści się Zarząd Główny ZNP.